# هوانغ دونغ هيوك
هوانغ دونغ هيوك (بالكورية: 황동혁، بالهانجا: 黃東赫؛ مواليد 26 مايو 1971) هو مخرج أفلام وكاتب سيناريو كوري جنوبي، اشتهر بإبداع مسلسل البقاء على قيد الحياة لعبة الحبار.

## مسيرته

### لعبة الحبار
كان هوانغ قد تصور فكرة مسلسل لعبة الحبار بناءً على صراعاته الاقتصادية في وقت مبكر من حياته بالإضافة إلى التفاوت الطبقي داخل كوريا الجنوبية. على الرغم من أنه تم كتابته في البداية في عام 2008، إلا أنه لم يتمكن من العثور على إنتاج لدعم السيناريو الذي كتبه، حتى وجد اهتمامًا من نتفليكس في عام 2019، كجزء من سعيهم لتوسيع عروض البرمجة الأجنبية الخاصة بهم. تم إصداره في 17 سبتمبر 2021، وأصبح أحد أكثر العروض مشاهدة على نتفليكس في العديد من الأسواق الإقليمية.

## فيلموغرافيا
- لعبة الحبار (مسلسل نتفلكس الأصلي، 2021) - مخرج سيناريو
- جامعي (2020) - منتج، سيناريو مقتبس
- القلعة (2017) - مخرج سيناريو
- ميس جراني (2013) - مخرج
- صامت (2011) - مخرج سيناريو
- أبي (2007) - مخرج، سيناريو مقتبس
- تراك ستوب داينر (فيلم قصير، 2005) - ممثل، قابض [الإنجليزية]
- معجزة مايل (فيلم قصير، 2004) - مخرج سيناريو، محرر
- لحظة عظيمة (فيلم قصير، 2004) - مساعد إنتاج
- أنا أحب ألترا لوتو (فيلم قصير، 2000) - المصور السينمائي، محرر
- اليأس (فيلم قصير، 2000) - مخرج سيناريو، منتج
- الجنة والجحيم (فيلم قصير) - مخرج
- نفخة من الدخان (فيلم قصير) - مخرج سيناريو
- حياتنا الحزينة (فيلم قصير) - مخرج سيناريو

## وصلات خارجية
```
* 
هوانغ دونغ هيوك
 على موقع 
IMDb
 (الإنجليزية)
```

- هوانغ دونغ هيوك على موقع روتن توميتوز (الإنجليزية)
- هوانغ دونغ هيوك على موقع ألو سيني (الفرنسية)
- هوانغ دونغ هيوك على موقع قاعدة بيانات الفيلم (الإنجليزية)